# Damnation and a Day
Damnation and a Day: From Genesis To Nemesis es el quinto álbum de larga duración de Cradle of Filth. Presenta a la Orquesta de Filmes n.º 40 de Budapest y al Coro de Filmes n.º 32 de Budapest, y este álbum está en parte basado en el poema épico de John Milton Paradise Lost. También es el único álbum de Cradle of Filth con la discográfica Sony, antes de que firmaran con Roadrunner Records.
La narración en algunos temas está realizada por David McEwen, quien interpretó a Kemper en Cradle of Fear, y también aparece en el video Her Ghost in the Fog, imitando la voz de Doug Bradley.
Este es el primer álbum de Cradle que presenta sólo a un guitarrista de "tiempo completo", pues el guitarrista original Gian Pyres renunció a la banda antes de empezar el proceso de escribir y grabar. El teclista Martin Powell tocó las guitarras para grabar en el álbum. Junto con él, el bajista Robin Eaglestone abandonaría la banda, siendo reemplazado por el exbajista de Anathema, Dave Pybus
En adición al arco Miltónico el álbum también presenta temas únicos (en el sentido de no ser parte de una historia) como el tributo a la banda Nile "Doberman Pharaoh" y a Aleister Crowley con "Babalon AD (So Glad For The Madness)".
El álbum trajo consigo dos DVD Single por las canciones "Babalon AD (So Glad For The Madness)" y "Mannequin". El primero fue dirigido por Wiz (quien había trabajado antes con Marilyn Manson), y fue modelado en el filme notorio de Pier Paolo Pasolini Salò;

## Canciones
I. Fantasia Down
1. "A Bruise Upon the Silent Moon" (Intro) – 2:03
2. "The Promise of Fever" – 5:58
3. "Hurt and Virtue" – 5:23
4. "An Enemy Led the Tempest" – 6:11

II. Paradise Lost
1. "Damned in Any Language (A Plague on Words)" (Intro) – 1:58
2. "Better to Reign in Hell" – 6:11
3. "Serpent Tongue" – 5:10
4. "Carrion" – 4:42

III. Sewer Side Up
1. "The Mordant Liquor of Tears" (Intro) – 2:35
2. "Presents from the Poison-Hearted" – 6:19
3. "Doberman Pharaoh" – 6:03
4. "Babylon A.D. (So Glad for the Madness)" - 5.39

IV. The Scented Garden
1. "A Scarlet Witch Lit the Season" (Intro) – 1:34
2. "Mannequin" – 4:27
3. "Thank God for the Suffering" – 6:13
4. "The Smoke of Her Burning" – 5:00
5. "End of Daze" (Outro) – 1:24

## Créditos
Integrantes
- Dani Filth – Voz, letras
- Paul Allender – Guitarra, Voz secundaria (en algunas canciones)
- Martin Powell – Teclados, Violín, Guitarras, Orquestación
- Dave Pybus – Bajo
- Adrian Erlandsson – Batería
- Sarah Jezebel Deva – Voz de Acompañamiento, Coros

Producción
- Daniel Presley - Arreglos (Pasages Orquestrales), Mezclado (Pasages Orquestrales)
- John Coulthart - Ilustración y diseño
- Lazslo Zadori - Conductor
- Doug Cook - Ingeniero
- Dan Turner - Ingeniero (asistente)
- Doug Cook , Steve Regina - Ingeniero de mezcla
- Dani Filth - Letra
- Ray Staff - Masterización
- Cradle Of Filth , Rob Caggiano - Mezcla
- Cradle Of Filth - Música
- Dave McEwen - Narración
- Coro de Cine de Budapest
- Orquesta de Cine de Budapest
- Stu Williamson - Fotografía
- Cradle Of Filth , Doug Cook - Productor

Grabado en Parkgate Studios, Battle, con trabajo adicional realizado en New Rising Estudios, Peldon, a finales de verano y otoño de 2002. Masterizado en los estudios de Sony, Whitfield Street, Londres.